# Људи у црном: Глобална претња
Људи у црном: Глобална претња (енгл. Men in Black: International) је амерички научнофантастични филм из 2019. године, у којем главне улоге тумаче Крис Хемсворт, Теса Томпсон, Ребека Фергусон, Кумаил Нанџијани, Рејф Спал, Лес Твинс, Ема Томпсон и Лијам Нисон. Филм је четврти по реду из филмског серијала о Људима у црном.
Преговори о четвртом филму о Људима у црном су почели након премијере трећег дела 2012. године. Фебруара 2018. Хемсворт је потписао за главну улогу у филму, док је Греј изабран за режисера, а Ема Томпсон се придружила глумачкој екипи наредног месеца. Снимало се у Њујорку, Мароку, Италији и Лондону од јула до октобра 2018. Филм је премијерно приказан 11. јуна 2019.
Буџет филма је износио 110 милиона долара, а зарада филма је била 253,9 милиона долара.

## Радња
Људи у црном су се проширили и сада покривају целу планету, баш као и свемирски шљам. У намери да заштите све нас, удружују се одликовани Агент Х (Крис Хемсворт) и одлучна почетница у служби, Агент М (Теса Томпсон) – то је необично пријатељство које би могло да успе. Док се суочавају са новом ванземаљском претњом која може да преузме било чији облик, укључујући агенте њихове организације, они морају да удруже снаге и упусте се у планетарну авантуру да спасу агенцију, а на крају и свет.

## Улоге
| Глумац           | Улога       |
| ---------------- | ----------- |
| Крис Хемсворт    | Агент Х     |
| Теса Томпсон     | Агент М     |
| Лијам Нисон      | Високи Т    |
| Ребека Фергусон  | Риза        |
| Кумаил Нанџијани | Пони (глас) |
| Рејф Спал        | Агент Ц     |
| Лес Твинс        | Близанци    |
| Ема Томпсон      | Агент О     |